# Tadeusz Kopeć
Tadeusz Wiktor Kopeć (ur. 24 sierpnia 1960 w Pierśćcu) – polski polityk, inżynier i samorządowiec, poseł na Sejm V i VI kadencji, senator VIII, IX i X kadencji.

## Życiorys
Ukończył wyższe studia górnicze na Akademii Górniczo-Hutniczej w Krakowie. Następnie pracował w Przedsiębiorstwie Robót Górniczych Jastrzębie Zdrój. W wyborach parlamentarnych w 1997 bez powodzenia startował do Sejmu z listy Unii Pracy w okręgu bielskim. Od 1997 do 2000 należał do Unii Wolności. W latach 1998–2005 pełnił funkcję radnego i wicestarosty cieszyńskiego.
Od 2001 należał do Platformy Obywatelskiej, z listy której w wyborach parlamentarnych w 2005 został wybrany na posła V kadencji w okręgu bielskim. W wyborach w 2007 po raz drugi uzyskał mandat poselski, otrzymując 16 325 głosów. W wyborach w 2011 z powodzeniem ubiegał się o mandat senatora z ramienia PO w okręgu wyborczym nr 79, otrzymując 48 948 głosów. 22 maja 2015 złożył rezygnację z członkostwa w PO i klubie parlamentarnym tej partii. Następnie związał się z Polską Razem.
W wyborach w tym samym roku został ponownie wybrany na senatora (tym razem z ramienia PiS), otrzymując 58 482 głosy. W marcu 2016 stanął na czele struktur Polski Razem w województwie śląskim. W listopadzie 2017 partia ta przekształciła się w Porozumienie, w którym został przewodniczącym struktur w okręgu bielskim. W wyborach w 2019 z powodzeniem ubiegał się o senacką reelekcję, otrzymując 78 655 głosów. W sierpniu 2021, po odejściu Porozumienia z koalicji rządzącej, opuścił tę partię, pozostając w klubie parlamentarnym PiS. We wrześniu współtworzył stowarzyszenie OdNowa Rzeczypospolitej Polskiej, a w następnym miesiącu przystąpił także do Partii Republikańskiej. Zasiadł w jej radzie krajowej, a w maju 2023 został jednocześnie pełnomocnikiem OdNowy RP na województwo śląskie. Nie kandydował w kolejnych wyborach parlamentarnych w 2023.

## Życie prywatne
Jest żonaty, ma troje dzieci.

## Wyróżnienia
- Krzyż Zasługi PRO SYRIA[10]